# توزيع برنولي

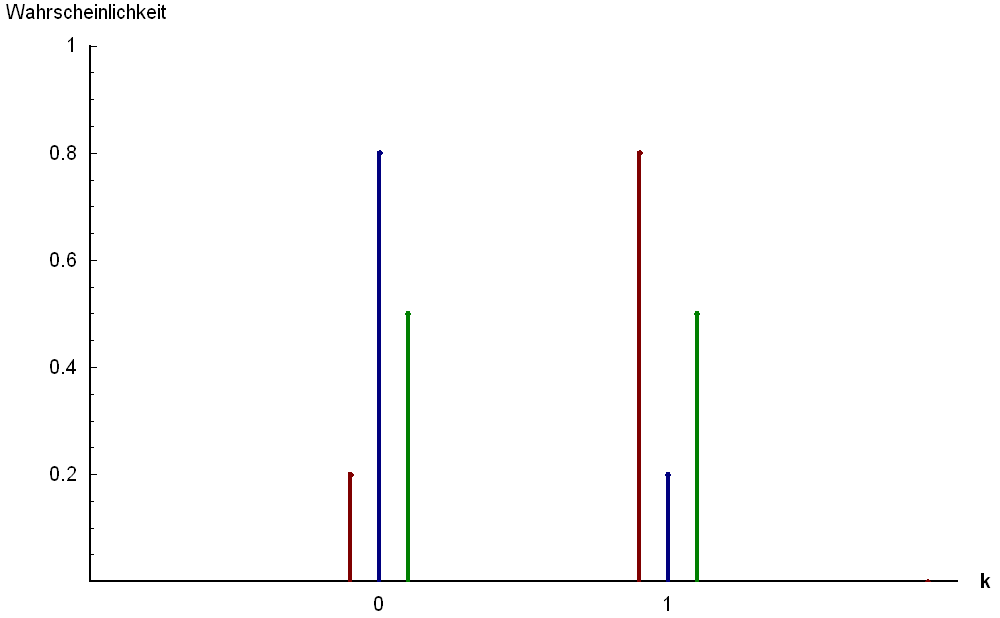

توزيع برنولي(بالإنكليزية,Bernoulli Distribution)
يستخدم في التّجربة من النوعِ البسيطِ جداً وهي واحدة من التجارب التي تكون فيها فقط نتيجتان مُمكنتا الحدوث، مثل ظهور الكتابة أَو الصورةِ، النجاح أَو الفشلِ، أَو قطع معيبة أَو غيرِ معيبة. وهو مناسب لتَحديد نتيجتين ممكنتي الحدوث في مثلِ هذه التجارب ك صفر 0 و واحد 1.
المفهوم التالي يمكن أن يُطبَّق في أي تجربة من هذا النوع.
المتغير العشوائي X يمكن أن يوزع بتوزيع برنولي بالاستعانة بالعامل P حيث (0<=p و p<=1) فإذا كانت ال X تأخذ فقط قيمة ال 1 وال 0 فإن الاحتمالات سوف تكون كالتالي
P(X = 1)=p و P(X =0) = 1 - p
إذا افترضنا أن q=1-p,فإنه يمكننا كتابة (p.m.f) دالة الكتلة الاحتمالية للمتغير X على الشكل التالي:
f(x)={p^x q^ 1-x x=0,1
0 otherwise}
ملاحظة: عنصر برنولي هنا هو الp...
توزيع برنولي أحد التوزيعات الاحتمالية المنفصلة فاذا كان لدينا متغير عشوائي منفصل x يقال أنه يتبع توزيع برنولي عندما تكون دالته الاحتماليه هي:
f(x)=p^x q^1-x ;x=0,1
يستخدم هذا التوزيع إذا كانت هناك تجربة عشوائية لها محاولتان فقط (ظهور حدث معين أو عدم ظهوره)
x=1 عند ظهور الحدث المعين
x=0 عند عدم ظهور الحدث المعين
لدينا القيمة المتوقعة لتوزيع برنولي وهي:
µ=E(x)=∑xf(x)=∑x p^x q^1-x=p
والعزم الثاني :
E(x^2)=∑x^2 f(x)=∑x^2 p^x q^1-x=p